# ألونسو مارموليخو
ألونسو دي غونغورا مارموليخو (بالإسبانية: Alonso de Góngora Marmolejo)‏(1523-1575) فاتح إسباني ومؤرخ للغزو المبكر ومستوطنات مملكة تشيلي، وبدء حرب أراوكو.

## سيرته الذاتية
ولد مارموليخو في بلدة كارمونا، الأندلس، عام 1523. وكان ابنا لخوان خيمينيز دي غونغورا مارموليخو وتريزا نونيز دي تانفارفا. في أبريل 1551، جاء كجندي إلى سانتياغو، شيلي وتم نقله بعد فترة وجيزة إلى كونسبسيون للانضمام إلى الحملة التي كان بيدرو دي فالديفيا يجهزها لمواصلة غزواته الجنوبية.